# Kismet (peça)
Kismet é uma peça teatral em três atos escrita em 1911 por Edward Knoblauch (mais tarde Edward Knoblock). O título é uma palavra latina do original turco e urdu que significa fatalidade ou destino. A peça foi muito popular e teve duas temporadas em Londres. Foi várias vezes relançada e também adaptada para um musical em 1953, levado ao cinema por Vicente Minnelli em 1955.

## História

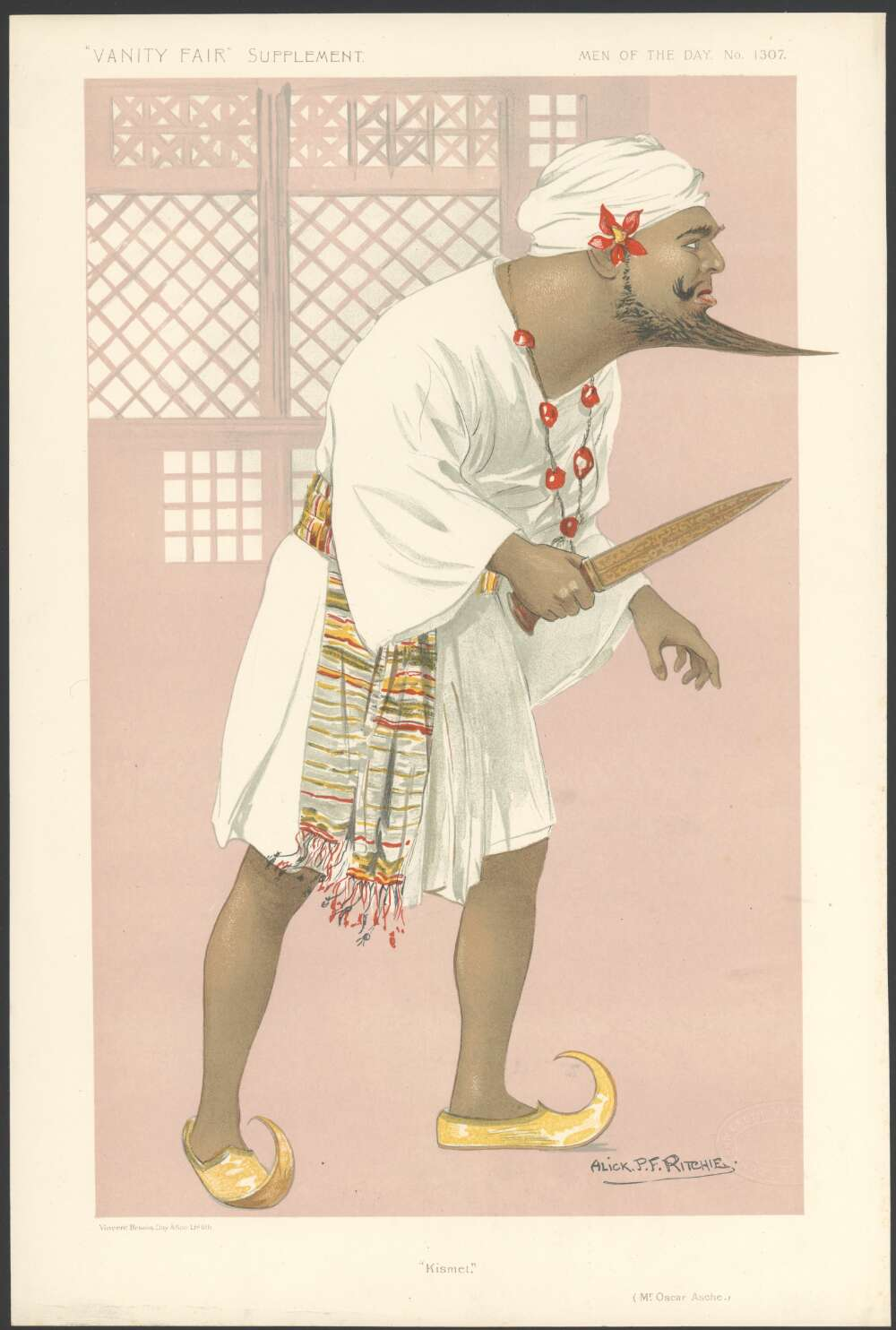
Desenho com Oscar Asche no papel de Hajj publicado na revista birtânica Vanity Fair, novembro de 1911

Kismet foi primeiramente apresentada por Oscar Asche no Teatro Garrick de Londres, em 19 de abril de 1911. Knoblock escreveu a peça para o ator que concordou que Asche a revisasse.  Ele a encurtou e a reescreveu parcialmente e interpretou o protagonista Hajj, acompanhado de Lily Brayton no papel de Marsinah. Os figurinos foram de Percy Anderson. A produção foi tão bem recebida que foi apresentada por dois anos. Apenas após a estreia em Londres é que a mesma foi sindicalizada e distribuída para ser apresentada na Broadway, no Teatro Knickerbocker em Nova Iorque. A produção americana foi de Harrison Grey Fiske e os papéis principais ficaram com Otis Skinner e Rita Jolivet e, como acontecera com a apresentação britânica, também foi bastante popular. Asche viajou com a peça até a Austrália nos anos de 1911-12 e depois voltou à Londres para novas apresentrações.
Asche & Brayton apareceram no filme de 1914 que depois teria várias refilmagens: 1920, 1930 e 1944.
Em 1953 houve a adaptação para um famoso musical de teatro feita por Robert Wright e George Forrest, com música de Alexander Borodin e que seria lançado no cinema em 1955.

## Texto completo (em inglês)
- "Kismet" In readable form
- text as .txt file